# Messatoporus propodeator
Messatoporus propodeator là một loài tò vò trong họ Ichneumonidae.